# Sekaninaïta
La sekaninaïta és un mineral de la classe dels silicats. Rep el nom en honor de Josef Sekanina (4 de setembre de 1901 - 28 de novembre de 1986), mineralogista txec, qui va trobar el mineral per primera vegada.

## Característiques
La sekaninaïta és un silicat de fórmula química (Fe,Mg)₂Al₃(AlSi₅O18). Es tracta d'una espècie aprovada per l'Associació Mineralògica Internacional, i publicada per primera vegada el 1975. Cristal·litza en el sistema ortoròmbic. La seva duresa a l'escala de Mohs és 7,5. És un mineral dimorf de la ferroindialita.
Segons la classificació de Nickel-Strunz, la sekaninaïta pertany a «09.CJ - Ciclosilicats amb enllaços senzills de 6 [Si₆O18]12- (sechser-Einfachringe), sense anions complexos aïllats» juntament amb els següents minerals: bazzita, beril, indialita, stoppaniïta, cordierita, combeïta, imandrita, kazakovita, koashvita, lovozerita, tisinalita, zirsinalita, litvinskita, kapustinita, baratovita, katayamalita, aleksandrovita, dioptasa, kostylevita, petarasita, gerenita-(Y), odintsovita, mathewrogersita i pezzottaïta.
L'exemplar que va servir per a determinar l'espècie, el que es coneix com a material tipus, es troba conservat al Museo de Moràvia, a Brno, amb el múmero de registre: a6108.

## Formació i jaciments
Va ser descoberta a Dolní Bory, al municipi de Křižanov, dins el districte de Žďár nad Sázavou (Regió de Vysočina, República Txeca). Tot i tractar-se d'una espècie no gaire habitual ha estat descrita en tots els continents del planeta a excepció de l'Antàrtida.